# Sender Schlotthof
Der Sender Schlotthof befindet sich in der Gemeinde Innsbruck, er befindet sich nördlich der Stadt, ähnlich wie der ORF-Sender Seegrube.
Die Anlage wird hauptsächlich von Privatsendern genutzt. Sie deckt den Großraum Innsbruck ab, von Hall in Tirol bis Völs/Zirl und von Innsbruck bis Schönberg im Stubaital. Die interne Bezeichnung des Senders lautet Innsbruck6.

## UKW-Sender
Über den Sender werden folgende UKW-Radioprogramme verbreitet:
| Frequenz   | Radiosender            | RDS      | PI-Code               | Regionalisierung | Sendeleistung |
| ---------- | ---------------------- | -------- | --------------------- | ---------------- | ------------- |
| 105,90 MHz | Freirad                | FREIRAD_ | AA59                  |                  | 0,62 kW       |
| 92,10 MHz  | Antenne Tirol          | ANTENNE_ | AA65                  |                  | 0,4 kW        |
| 99,90 MHz  | Energy Innsbruck       | _ENERGY_ | AA60                  | Tirol            | 0,32 kW       |
| 97,00 MHz  | Radio U1 Tirol         | U1*TIROL | AA54                  |                  | 0,62 kW       |
| 95,50 MHz  | Welle 1                | 'WELLE_1 | AC44                  | Tirol            | 0,32 kW       |
| 92,90 MHz  | VM1 (Tirol)            | _'VM1___ | AC41/ AA41 (regional) |                  | 0,32 kW       |
| 91,10 MHz  | Radio Maria Österreich | R.MARIA_ | A3DD                  |                  | 0,4 kW        |

## Sendegebiet
Das Sendegebiet reicht von Völs/Zirl bis Hall in Tirol, von Innsbruck bis teilweise sogar Matrei sogar mit RDS, störungsfrei bis Schönberg im Stubaital. Das Sendegebiet liegt vollständig und ausschließlich in Österreich und dort in Tirol. Da das Sendegebiet auch von der Sendeleistung abhängt, senden einige Sender besser und haben das größere Sendegebiet, obwohl derselbe Sendestandort verwendet wird.